# Urmas Viilma
Urmas Viilma, född 13 augusti 1973 i Tallinn, i dåvarande Estniska SSR, Sovjetunionen, är en estnisk luthersk teolog som sedan 2015 är ärkebiskop för Tallinns ärkestift och därigenom Estniska evangelisk-lutherska kyrkans primas.

## Biografi
Viilma studerade på gymnasiet i Saue utanför Tallinn och studerade 1991–1998 teologi vid det evangelisk-lutherska teologiska institutet, där han tog en magisterexamen i teologi. Han vigdes till diakon 1993 och prästvigdes 1998. Mellan 1998 och 2004 verkade han som kyrkoherde i S:t Jakobskyrkan i Pärnu-Jaagupi. 2005 valdes han in i kyrkans konsistorium och var där verksam som assessor och från 2008 som kansler, samt i olika styrelseuppdrag i kyrkans stiftelser. Han var också mellan 2001 och 2013 verksam som lokalpolitiker för de konservativa partierna Isamaaliit och dess efterföljare Förbundet Fäderneslandet och Res Publica, men lämnade därefter politiken.
2010 blev han domprost i Tallinns domkyrkoförsamling. Viilma valdes 26 november 2014 till att efterträda Andres Põder som ärkebiskop och vigdes till biskop 2 februari 2015.
Viilma är gift med rektorn för Tallinns katedralskola, Egle Viilma, och paret har en gemensam dotter.